# 阿爾庫什鄉

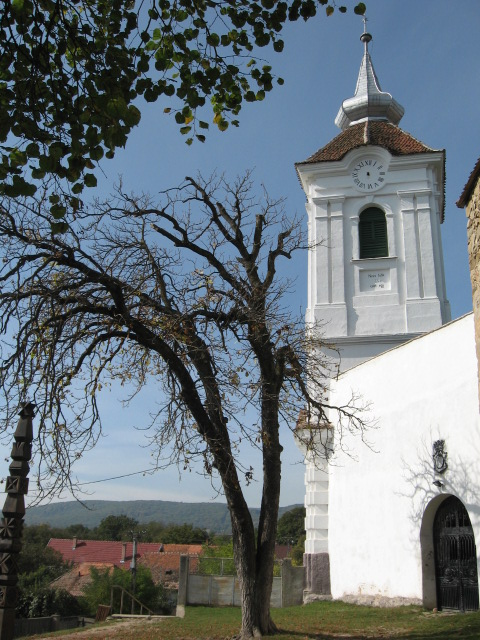

45°54′0″N 25°46′0″E / 45.90000°N 25.76667°E
阿爾庫什鄉（羅馬尼亞語：Comuna Arcuș, Covasna），是羅馬尼亞的鄉份，位於該國中部，由科瓦斯納縣負責管轄，面積34平方公里，海拔高度574米，2007年人口1,316，人口密度每平方公里39人。